# Іракліс (футбольний клуб)
Іракліс (грец. ΠΑΕ Ηρακλής) — грецький футбольний клуб з міста Салоніки. Названий на честь давньогрецького міфічного героя Геракла.

## Досягнення
- Кубок Греції: 1976.
- Балканський Кубок: 1985.

## Відомі гравці
Греція
- Нікос Махлас
- Йоргос Анатолакіс
- Константінос Халкіас
- Танасіс Дімопулос
- Грігоріс Фанарас
- Йоргос Фоїріс
- Георгіос Георгіадіс
- Дімітріс Гесіос
- Захаріас Халіабаліас
- мінас Хандзідіс
- Васіліс Хатзіпанагіс
- Пантеліс Капетанос
- Костас Карапатіс
- Фаніс Катеряннакіс
- Савва Кофідіс
- Христос Костіс
- Вангеліс Кусулакіс
- Панайотіс Лагос
- Нікос Махлас
- Дімітріс Маврогенідіс
- даніїл Пападопулос
- Лакіс Папаіоанну
- Панайотіс Коне
- Іліас Пурсанідіс
- Макіс Сентелідіс
- Ієрокліс Столтідіс
- Евстафій Тавларідіс
- Фаніс Тунтзіаріс
- Бамбіс Ксантопулос

Інші країни
- Войцех Ковалевські
- Гарба Лаваль
- Марко Пантеліч
- Джузеппе Сіньйорі
- Аарон Ньїгес
- Богдан Мара